# Баффало
Ба́ффало, рідше: Бу́ффало, Бофало (англ. Buffalo; вимова ˈbʌfəloʊ) — місто (англ. city) в США, в окрузі Ері штату Нью-Йорк. Населення — 278 349 осіб (2020), друге за чисельністю населення місто штату (після Нью-Йорку), населення агломерації 1 254 066 осіб. Баффало розташоване на східному березі озера Ері й на річці Ніагара.

## Географія
Баффало розташоване за координатами 42°53′33″ пн. ш. 78°51′35″ зх. д. / 42.89250° пн. ш. 78.85972° зх. д. (42.892492, -78.859686). За даними Бюро перепису населення США в 2010 році місто мало площу 135,96 км², з яких 104,59 км² — суходіл та 31,36 км² — водойми.

### Клімат
| Клімат Буффало           | Клімат Буффало | Клімат Буффало | Клімат Буффало | Клімат Буффало | Клімат Буффало | Клімат Буффало | Клімат Буффало | Клімат Буффало | Клімат Буффало | Клімат Буффало | Клімат Буффало | Клімат Буффало | Клімат Буффало |
| Показник                 | Січ.           | Лют.           | Бер.           | Квіт.          | Трав.          | Черв.          | Лип.           | Серп.          | Вер.           | Жовт.          | Лист.          | Груд.          | Рік            |
| Абсолютний максимум, °C  | 22,2           | 21,7           | 27,2           | 34,4           | 34,4           | 36,1           | 36,1           | 37,2           | 36,7           | 33,3           | 26,7           | 23,3           | 37,2           |
| Середній максимум, °C    | −0,4           | 0,7            | 5,6            | 12,8           | 19,2           | 24,1           | 26,6           | 25,8           | 21,7           | 15,0           | 8,7            | 2,3            | 13,5           |
| Середня температура, °C  | −3,9           | −3,2           | 1,1            | 7,7            | 13,8           | 19,1           | 21,7           | 20,9           | 16,8           | 10,4           | 4,8            | −1,1           | 9,0            |
| Середній мінімум, °C     | −7,5           | −7,1           | −3,3           | 2,7            | 8,6            | 14,1           | 16,8           | 16,0           | 11,9           | 5,9            | 1,1            | −4,4           | 4,6            |
| Абсолютний мінімум, °C   | −26,7          | −28,9          | −21,7          | −15            | −3,9           | 1,7            | 6,1            | 3,3            | 0,0            | −6,7           | −16,7          | −23,3          | −28,9          |
| Норма опадів, мм         | 81             | 63             | 73             | 77             | 88             | 93             | 82             | 83             | 99             | 89             | 102            | 99             | 1029           |
| ------------------------ | -------------- | -------------- | -------------- | -------------- | -------------- | -------------- | -------------- | -------------- | -------------- | -------------- | -------------- | -------------- | -------------- |
| Джерело: Погода й клімат |                |                |                |                |                |                |                |                |                |                |                |                |                |

## Демографія
Згідно з переписом 2010 року, у місті мешкало 261 310 осіб у 112 536 домогосподарствах у складі 57 186 родин. Густота населення становила 1922 особи/км². Було 133 444 помешкання (982/км²).
Расовий склад населення:
| - 50,4 % — білих - 38,6 % — чорних або афроамериканців - 3,2 % — азіатів - 0,8 % — корінних американців - 3,9 % — осіб інших рас |

До двох чи більше рас належало 3,1 %. Частка іспаномовних становила 10,5 % від усіх жителів.
За віковим діапазоном населення розподілялося таким чином: 23,6 % — особи молодші 18 років, 65,0 % — особи у віці 18—64 років, 11,4 % — особи у віці 65 років та старші. Медіана віку мешканця становила 33,2 року. На 100 осіб жіночої статі у місті припадало 92,0 чоловіків; на 100 жінок у віці від 18 років та старших — 89,1 чоловіка також старших 18 років.
Середній дохід на одне домашнє господарство становив 46 918 доларів США (медіана — 31 918), а середній дохід на одну сім'ю — 54 971 долар (медіана — 39 202). Медіана доходів становила 40 527 доларів для чоловіків та 34 829 доларів для жінок. За межею бідності перебувало 31,4 % осіб, у тому числі 48,9 % дітей у віці до 18 років та 15,7 % осіб у віці 65 років та старших.
Цивільне працевлаштоване населення становило 108 738 осіб. Основні галузі зайнятості: освіта, охорона здоров'я та соціальна допомога — 30,9 %, мистецтво, розваги та відпочинок — 12,1 %, науковці, спеціалісти, менеджери — 11,0 %, роздрібна торгівля — 10,5 %.

## Спорт
Місто Баффало має дві професійні команди. «Баффало Сейбрс» (англ. Buffalo Sabres) — професійна хокейна команда член в Національній хокейній лізі грають в Ейч-Ес-Бі-Сі (HSBC)-арена. Баффало Біллс (англ. Buffalo Bills) є членом в Національної футбольної ліги.

## Транспорт
З середини 1980-х в місті працює лінія Легкого метрополітену.

## Культура

### Кухня

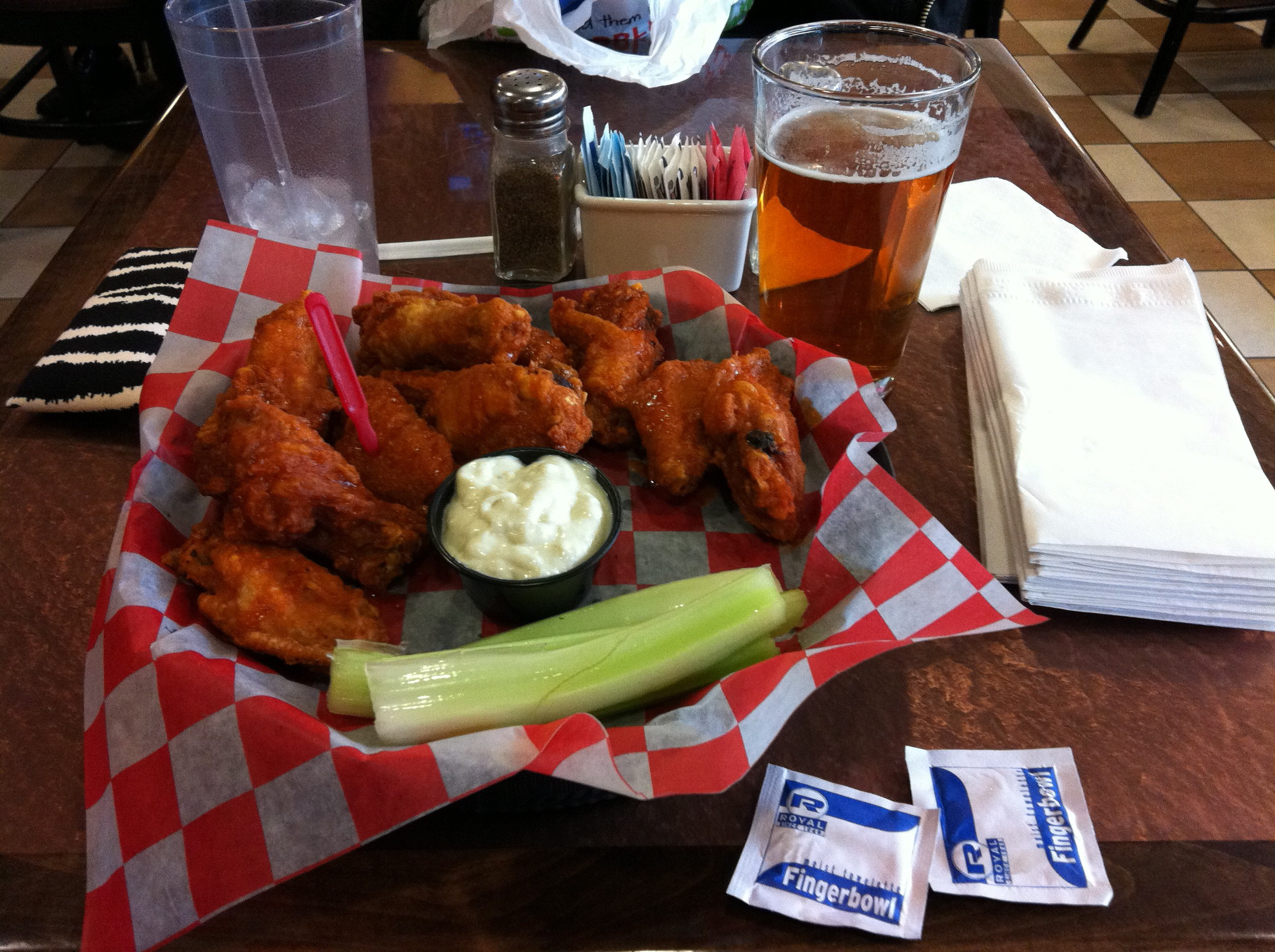
Крильця Баффало із селерою та блакитним сиром

Піца в Баффало має елементи чиказької та нью-йоркської піц. Агломерація Баффало містить 600 піцерій, більше на одного жителя, ніж в Нью-Йорку.

## Особистості

### Народилися
- Вінфілд Р. Шіген (1883—1945) — американський кінопродюсер.
- Бесс Мередіт (1890—1969) — американська сценаристка, актриса і режисер.
- Ірен Річ (1891—1988) — американська акторка.
- Джон С. Девенпорт (1907—2001) — американський професор англійської літератури, нумізмат.
- Томас Сговіо (1916—1997) — американський художник, екскомуніст, який був заарештований в Москві та провів у ГУЛАГу 16 років.
- Ніл Еберкромбі (нар. 1938) — американський політик.
- Патрік Каулі (1950—1982) — американський музикант.
- Вілліс Коновер (1920—1996) — американський джазовий продюсер і радіоведучий на радіо «Голос Америки», який там пропрацював понад сорок років, вів передачу «Година джазу». Найвизначніший радіоведучий в міжнародному джазі.
- Вінсент Галло (нар. 1961) — американський актор, режисер, сценарист, продюсер, музикант, художник
- Девід Гоггінс (нар. 1975) — американський ультрамарафонець, ветеран спецназу морської піхоти SEAL.
- Джоані Соммерс (нар. 1941) — американська співачка й акторка.

### Померли
- Дмитріюк Василь — український політичний та громадський діяч, лікар.
- Ставничий Роман — український військовий суддя, хоровий диригент і педагог.